# Yoichi Futori
Yoichi Futori (født 3. august 1982) er en tidligere japansk fodboldspiller.
Han har spillet for flere forskellige klubber i sin karriere, herunder Roasso Kumamoto, Gamba Osaka og Tokyo Verdy.